# Living Stream Ministry
O Living Stream Ministry (LSM) é uma editora baseada atualmente em Anaheim, Califórnia que publica livros cristãos em diversas línguas, inclusive português; foi fundado em 1965 por Witness Lee e chamava-se originalmente Stream Publishers. O LSM publica as obras de Watchman Nee e Witness Lee, incluindo o Novo Testamento Versão Restauração em português. O LSM é membro da Evangelical Christian Publishers Association desde 2002 e membro da Christian Booksellers Association desde 1981.

## Principais publicações em português
- Novo Testamento Versão Restauração, ISBN 978-0-7363-3843-1
- Estudos-vida da Bíblia
- A Economia Neotestamentária de Deus, ISBN 978-0-7363-4941-3
- A Igreja Gloriosa
- Preparar a Próxima Geração para a Vida da Igreja, ISBN 978-0-7363-7274-9

## Missão
Promover a iluminação e revelação a respeito da Bíblia conforme interpretadas pelos ensinamentos de Watchman Nee e Witness Lee, e preparar, selecionar e distribuir material cristãos neste mesmo seguimento.